# Henrik Lund (Maler)
Henrik Louis Lund (* 8. September 1879 in Bergen; † 23. Dezember 1935 in Oslo) war ein norwegischer Landschafts- und Porträtmaler, Radierer und Lithograf.

## Leben und Werk
Lund war der Sohn des Oberstleutnants Henrik Louis Bull Lund (1838–1891) und dessen Frau der Pianistin Birgitte Charlotte (geborene Carlsen). Er fuhr bis zum Jahre 1897 zur See. Danach absolvierte er die Seekriegsschule in Horten. Lund war im Jahr 1899 Schüler von Harriet Backer und stand unter dem Einfluss von Edvard Munch.
Im Jahre 1903 war er Grafikschüler an der Zeichenschule in Kristiania bei Johan Nordhagen. Im Jahre 1905 war Lund in Paris. Danach lebte er bis zum Jahr 1909 in Kopenhagen. Nach 1909 zog er nach Norwegen und unternahm viele Reisen ins Ausland.
Von 1910 bis 1911 war er als Stipendiat in Berlin und Hamburg. In den Jahren 1912 bis 1913, 1915 und 1935 war Lund in den USA. 1920/1921 war er in Paris und London. Im Jahr 1924 hielt er sich in Italien auf.
Lund war als Landschafts- und Porträtmaler erfolgreich; daneben schuf er ein umfangreiches lithografisches Œuvre. Lund war seit dem Jahr 1900 mit Gunbjør[g] (geborene Olsen, 21. September 1880 bis 1965) verheiratet. Sie war die Tochter von Christian Olsen und dessen Frau Jeanette Maria (geborene Reistad).

## Bildergalerie

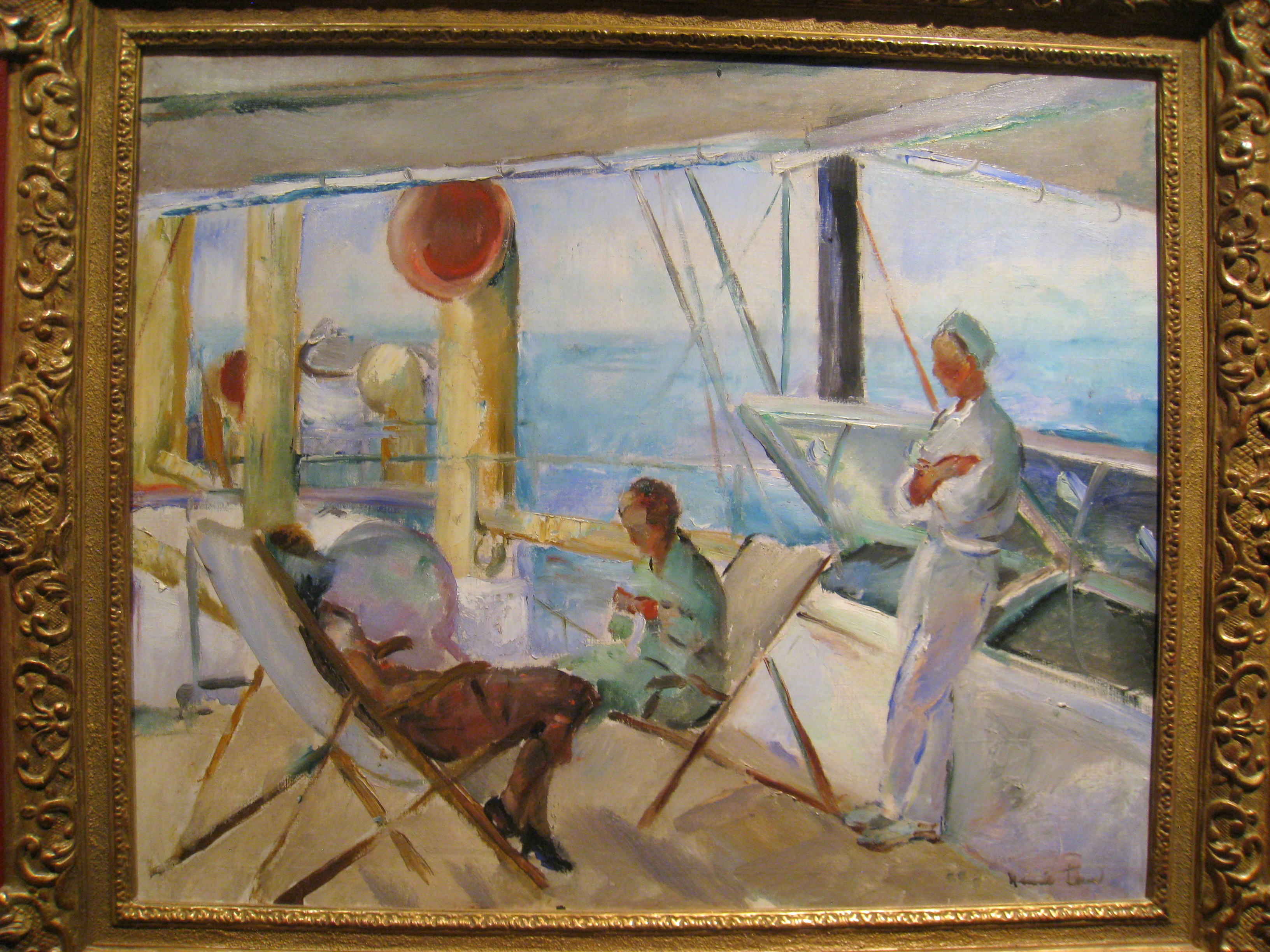
På Dekk (1933)
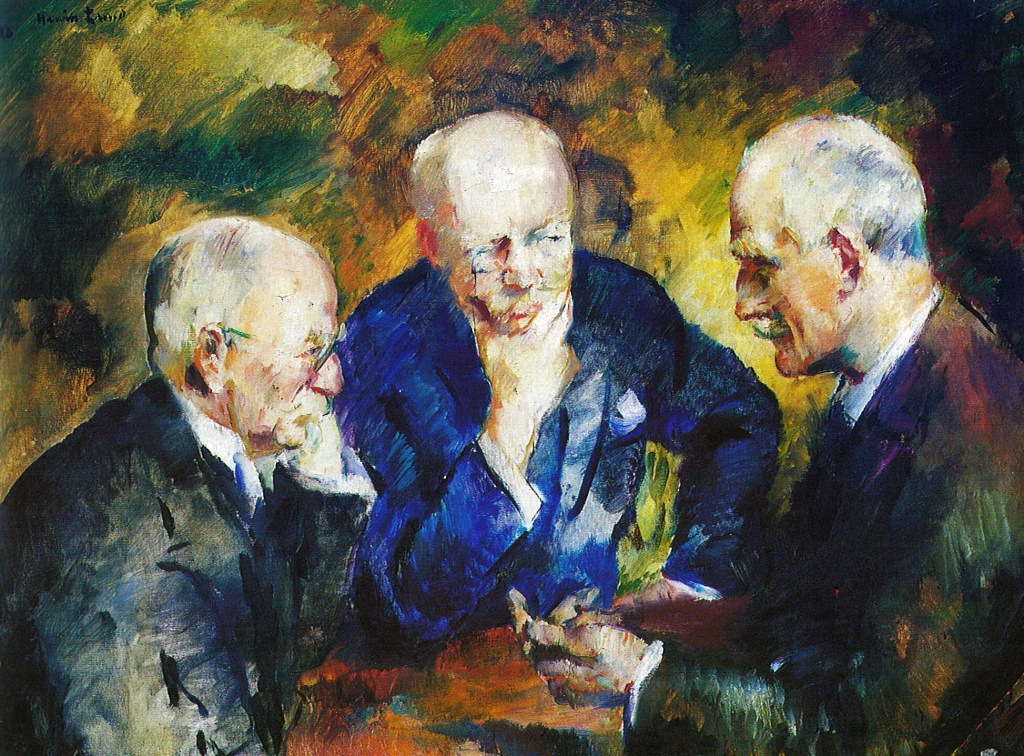
Christian Sinding, Gunnar Heiberg und Knut Hamsun (1926)
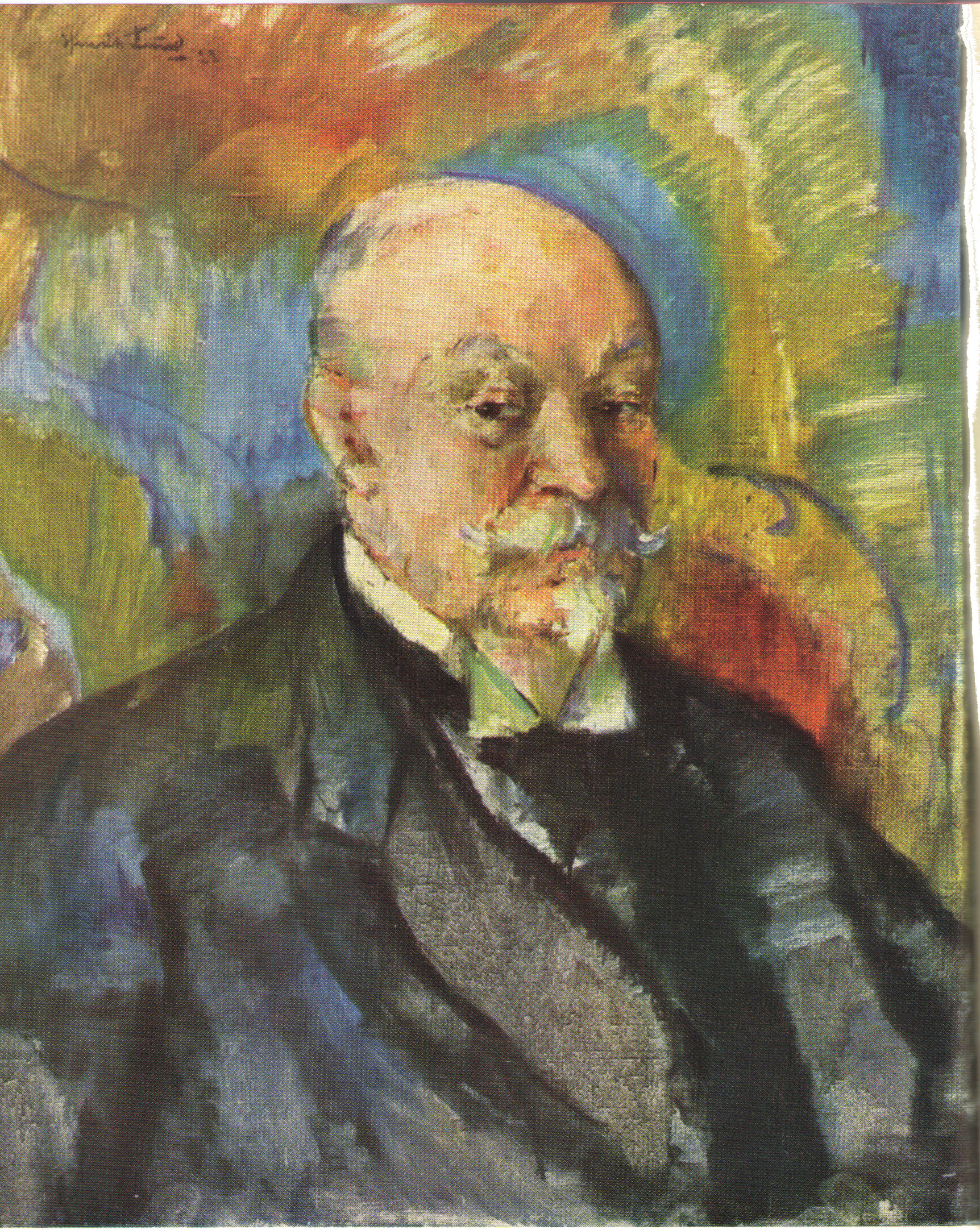
Nils Claus Ihlen (vor 1925)
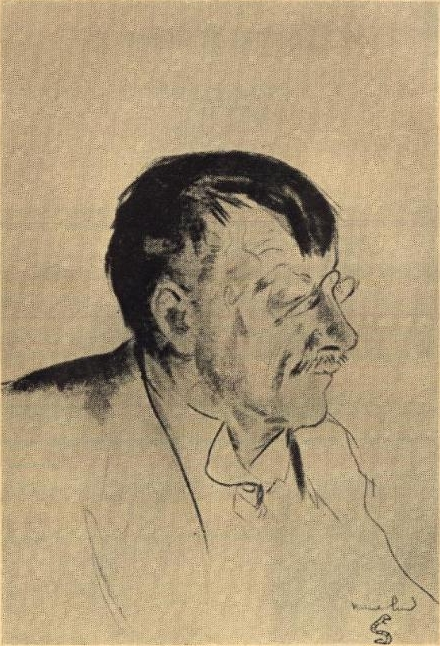
Nils Kjær (vor 1924)
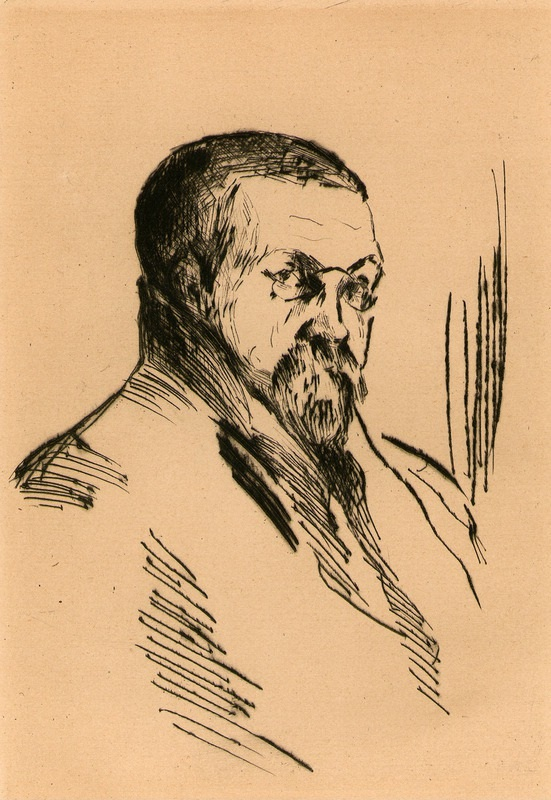
Tryggve Andersen (Datum unbekannt)
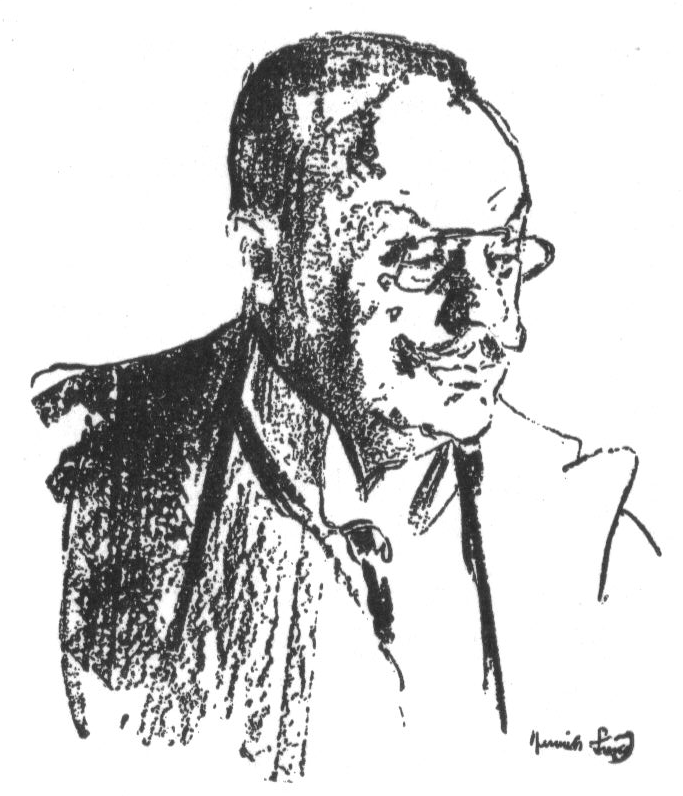
Gunnar Heiberg (Datum unbekannt)
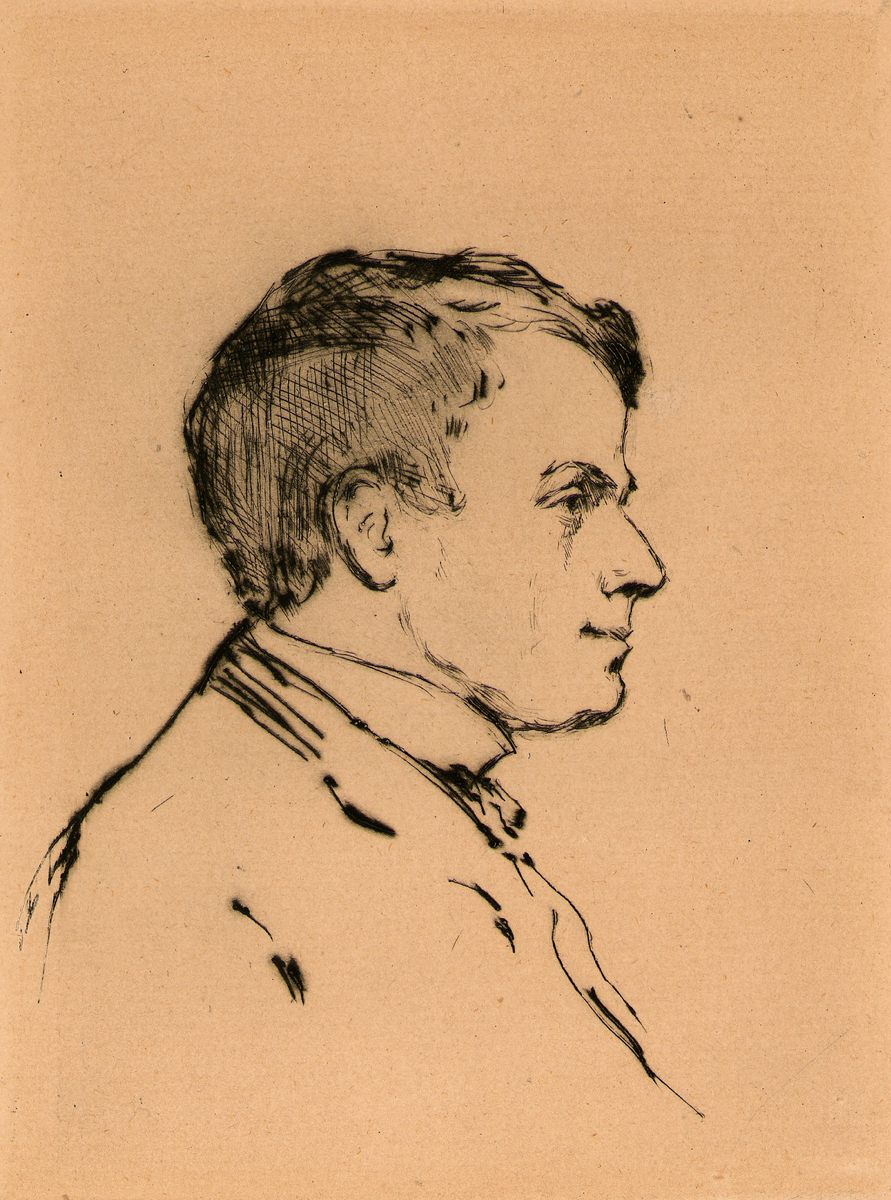
Karl Nissen (Datum unbekannt)